# Nokia Lumia 720
Nokia Lumia 720 este un smartphone fabricat de Nokia care rulează sistemul de operare Windows Phone 8. 
A fost anunțat la Mobile World Congress 2013.

## Construcție
În partea dreaptă a aparatului este rocker-ul de volum, butonul de pornire/blocare și butonul dedicat camerei.
Lumia 720 este disponibil în culorile: alb, roșu, galben, cyan și negru.
În partea stânga se află slotul pentru cardul de memorie.
Slotul pentru cartela micro SIM și mufa audio de 3.5 mm sunt situate pe partea de sus.

## Hardware
Lumia 720 are un procesor cu două nuclee Snapdragon S4 Plus tactat la 1 GHz. GPU este Adreno 305 și memoria RAM este de 512 MB. Memorie internă este de 8 GB și are un slot pentru card microSD care suportă carduri până la 64 GB.
Din cauza memoriei limitate pe acest smartphone nu va fi capabilă să ruleze anumite aplicații și caracteristici.
Sub ecran sunt trei butoane standard de Windows Phone: Back (care dublează aplicația de comutare la apăsare lungă), Windows/Home (apăsare lungă de vorbire) și butonul de căutare, care lansează o casetă de căutare Bing.

## Ecran
Lumia 720 are un ecran de 4.3 inci și display WVGA. 
Sticla de la suprafața ecranului este ușor curbat înspre margini. Ecranul are rezoluția de 480 x 800 piexli, iar densitatea pixelilor este de 217ppi. 
O alta trasătură este ecranul super-sensibil care răspunde comenzilor prin mănuși, cu unghii lungi sau creioane normale. 
Telefonul este protejat de Corning Gorilla Glass 2.

## Camera
Deasupra ecranului are o cameră frontală de 1.3 megapixeli pentru apeluri video.
Camera din spate are 6.7 megapixeli cu tehnologie optică Carl Zeiss cu bliț LED.
Software-ul camerei permite să optimizarea setărilor pentru imagini statice, ca (Auto, Close-Up, Noapte, Portret, Portret de noapte, Sport, Iluminare din spate), ISO, valoarea expunerii, balansul de alb, raportul de aspect și Focus Assist Light.

## Conectivitate
Nokia Lumia 720 vine echipat cu Wi-Fi  802.11 b/g/n, Bluetooth 3.0, NFC și A-GPS.
Se poate partaja conexiunea la internet mobil cu până la opt dispozitive datorită funcției hotspot wireless aflat în Windows Phone 8.

## Software
Lumia 720 are preinstalate aplicații exclusive care nu sunt disponibile pe alte telefoane Windows precum PhotoBeamer, Nokia Music și Pulse messenger.
Există aplicații de imagistica care permit caracteristici avansate care nu sunt disponibile în software-ul camerei foto: Cinemagraph, Creative Studio, Glam Me, Panorama și Smart Shoot. 
Numai aplicația Lens City este exclusivă pe smartphone-urile Lumia. 
Here Drive disponibil pe toate telefoanele inteligente cu Windows Phone este o aplicație de navigație prin satelit.

## Bateria
Bateria de 2000 mAh nedetașabilă permite convorbiri în 2G până la 23 de ore și 20 de minute și în 3G până la 13 ore și 20 de minute.
Timpul de Stand-by în 3G este de până la 520 de ore și timpul de redare a muzicii este până la 79 de ore.